# Люк Маккован
Люк Маккован (англ. Luke McCowan, нар. 9 грудня 1997, Грінок) — шотландський футболіст, нападник клубу «Селтік».
Виступав також за клуби «Ейр Юнайтед» та «Данді».
Чемпіон Шотландії. Володар Кубка шотландської ліги. Чемпіон Шотландії.

## Ігрова кар'єра
Народився 9 грудня 1997 року в місті Грінок. Вихованець футбольної школи клубу «Ейр Юнайтед». Дорослу футбольну кар'єру розпочав 2017 року в основній команді того ж клубу, в якій провів чотири сезони, взявши участь у 56 матчах чемпіонату. 
Своєю грою за цю команду привернув увагу представників тренерського штабу клубу «Данді», до складу якого приєднався 2021 року. Відіграв за команду з Данді наступні три сезони своєї ігрової кар'єри. Більшість часу, проведеного у складі «Данді», був основним гравцем атакувальної ланки команди.
До складу клубу «Селтік» приєднався 2024 року. Станом на 25 червня 2025 року відіграв за команду з Глазго 33 матчі в національному чемпіонаті.

## Титули і досягнення
- Переможець Чемпіоншипу Шотландії (1):

«Данді Юнайтед»: 2022-2023
- Володар Кубка шотландської ліги (1):

«Селтік»: 2024-2025
- Чемпіон Шотландії (1):

«Селтік»: 2024-2025